# Pfunds-Kerle
Die Pfunds-Kerle sind eine österreichische Volksmusikgruppe, bestehend aus Paul Köhle (musikalischer Leiter, Steirische Harmonika, Keyboard, Panflöte, Bass und Geige), Martin Köhle (Conferencier, Gitarren und Kuhglocken) und seit 2025 Franz Pischler. 
Die Gruppe stammt aus der Tiroler Gemeinde Pfunds und besteht seit 1993. Sie tritt regelmäßig in Österreich, der Schweiz, Südtirol und Deutschland auf. Zudem gab es Auftritte auf Teneriffa, in den USA, Frankreich und Belgien. Alljährlich im August wird das Pfunds-Kerle-Fest veranstaltet. Das Repertoire reicht von Tiroler Volksmusik über Schlager zu Rock und Pop.
Josef Wachter (Showman, Bass, Bariton, Keyboard, Gitarre, Trompete, Alphorn, Dudelsack und vieles mehr) hat Ende 2024 die Musikgruppe verlassen.

## Diskografie
- Vergessenes Dorf Tirol in Brasilien (1995)
- Liveparty (Single-CD)
- Land ohne Grenzen (1997)
- Gemeinsam stark (1998)
- He lalala (Koch Music, 2000)
- urig – pfundig (2002)
- Pfunds mein Heimatort (2004)
- Weihnacht bei uns daheim (2005)
- Feiern mit Freunden (Ritt Sound, 2006)
- Das goldene Pferd (MCP Sound & Media, 2008)
- Es gibt nur ein Tirol (2010)